# Dinos Angelidis
Dinos Angelidis, en griego: Κωνσταντίνος Αγγελίδης , (nacido el 5 de abril de 1969 en Viena, Austria) es un exjugador griego de baloncesto. Con 2.06 de estatura, jugaba en el puesto de Pívot.

## Trayectoria
- 1985-1990 Sporting Atenas
- 1990-1999 Aris Salónica BC
- 1999-2000 PAOK Salónica BC
- 2000-2001 AO Dafni